# Немско право
Немското право или правото на германските народи е собствено правната система възникнала между германските племена. То се е променяло във времето, като се развива и днес като част от пандектната система. Основава се на римското частно право и обичайното право по немските земи през средновековието, обединени в Свещена Римска империя.
Следва да се прави разлика между Bundesdeutsches Recht и Deutscher Rechtsstaat, понеже второто германско право се отнася до особения път на Германия през 19 и 20 век при създаването на Германска империя в противовес на другата и наследила Свещената Римска империя - Австрийска империя (виж и Австро-пруска война). Извеждането на едно ново Германско право основано на идеализма, чрез изчистването му доколкото е възможно от материалното Римско право, е 19-а точка от 25-те точки.
Конотацията в случая на български (и на всички славянски езици) между двете понятия на немски (Bundesdeutsches Recht и Deutscher Rechtsstaat - Немско право и Германско право) се прави на основата на името на държавата Германия като обединителен център на немските земи след победата на Бисмарк във войните за национално обединение и създаването на първата Германска империя.